# Robert LeGendre
Robert LeGendre, född 7 januari 1898 i Lewiston i Maine, död 21 januari 1931 i New York, var en amerikansk friidrottare.
LeGendre blev olympisk bronsmedaljör i femkamp vid sommarspelen 1924 i Paris.